# Hanover (Virginia)
Hanover település az Amerikai Egyesült Államok Virginia államában, Hanover megyében, melynek megyeszékhelye is. Lakosainak száma 235 fő (2020. április 1.).

## Népesség
A település népességének változása:

| 2010 | 252 |
| 2020 | 235 |